# Comté de Northampton (Pennsylvanie)
Pour les articles homonymes, voir Comté de Northampton.
Le comté de Northampton est un comté américain de l'État de Pennsylvanie. Il se situe au sein de la vallée de Lehigh et est bordé au nord par les Poconos. Au recensement de 2020, le comté compte 312 951 habitants. Il a été créé le 11 mars 1752, à partir du comté de Bucks. Le siège du comté se situe à Easton.
Le comté est l'une des régions les plus industrielles du pays, avec notamment une production d'anthracite et de ciment.

## Démographie
| Groupe            | Comté de Northampton | Pennsylvanie | États-Unis |
| ----------------- | -------------------- | ------------ | ---------- |
| Blancs            | 73                   | 73,5         | 58         |
| Latino-Américains | 14,25                | 8,1          | 19         |
| Afro-Américains   | 5,6                  | 10,5         | 12,1       |
| Asiatiques        | 3,2                  | 3,4          | 6,2        |
| Métis             | 3,4                  | 3,3          | 4,1        |
| Autres            | 0,5                  | 0,4          | 0,5        |
| Amérindiens       | 0,08                 | 0,1          | 0,9        |
| Océano-américains | 0,02                 | 0,02         | 0,2        |
| Total             | 100                  | 100          | 100        |